# Otto Maria Carpeaux
Otto Maria Carpeaux (geboren als Otto Karpfen 9. März 1900 in Wien, Österreich-Ungarn; gestorben 3. Februar 1978 in Rio de Janeiro) war ein austrobrasilianischer Journalist und Literaturkritiker.

Otto Maria Carpeaux (1960)

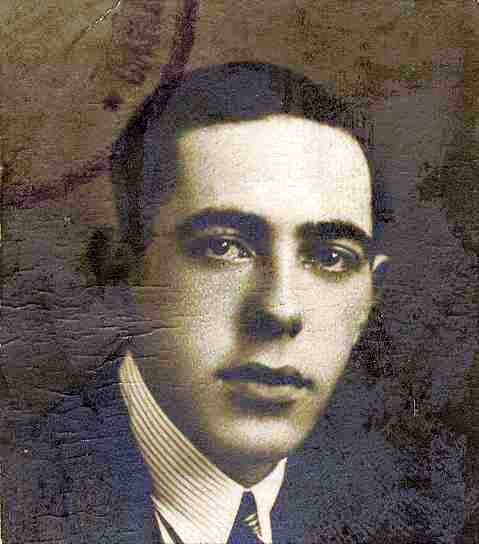
Otto Karpfen (1920)

## Leben
Otto Karpfen war ein Sohn des Arztes Max Karpfen und der Gisela Schmelz. Seine Mutter wurde 1942 Opfer des Holocaust. Karpfen studierte Chemie, Physik, Soziologie, Philosophie, Politische Wissenschaften und Literaturwissenschaft. Er wurde 1925 an der Universität Wien in Chemie promoviert. Er arbeitete als freier Journalist für die Wiener Neue Freie Presse und schrieb auch für die Berliner Literaturzeitschrift Neue Rundschau und die Wiener „Berichte zur Kultur- und Zeitgeschichte“. 1930 heiratete er Helene Silberherz.
Karpfen konvertierte 1932 zum Katholizismus und engagierte sich für den politischen Katholizismus und den ab 1933 sich etablierenden Austrofaschismus. Er wurde Mitarbeiter der Zeitschrift Der christliche Ständestaat und übernahm die Literaturredaktion der Zeitung Reichspost. Seit dem nationalsozialistischen Putschversuch 1934 verteidigte er publizistisch die Unabhängigkeit des katholischen Österreichs.
Unmittelbar nach dem Anschluss Österreichs floh das Ehepaar nach Belgien, wo er Belgisches Niederländisch  (Flämisch) lernte und für die Gazet van Antwerpen schrieb. Im September 1939 gelangten sie mit einem Quotenvisum für nichtarische katholische Flüchtlinge nach Brasilien. Er legte den deutschen Familiennamen ab und nannte sich von nun an Carpeaux. Die Einbürgerung erreichten sie 1944. Carpeaux arbeitete ab 1942 als Bibliothekar der Bibliothek der Philosophischen Fakultät der Universidade Federal do Rio de Janeiro und von 1944 bis 1949 in der Bibliothek der Getúlio Vargas-Stiftung.
Im Auftrag des Chefredakteurs des Correio da Manhã Álvaro Lins schrieb Carpeaux 1941 seinen ersten Literaturartikel in portugiesischer Sprache über den noch gänzlich unbekannten Franz Kafka. 1942 konnte er bereits eine Auswahl seiner Artikel als Buch veröffentlichen, 1944 folgte eine weitere Auswahl von Essays. 1949 schuf er als schon nicht mehr Außenstehender mit Pequena Bibliografia Crítica da Literatura Brasileira den ersten literaturgeschichtlichen Überblick über die brasilianische Literatur. Von 1959 bis 1966 erschien seine História da Literatura Ocidental, in der er die brasilianische Literatur in der Weltliteratur platzierte.
Nach dem Militärputsch von 1964 stellte Carpeaux sich auf die Seite der demokratischen Opposition, wobei die Junta ihm ab 1967 die publizistische Arbeit zunehmend erschwerte.

## Schriften (Auswahl)
- Otto Maria Karpfen: Wege nach Rom: Abenteuer, Sturz und Sieg des Geistes. Wien: Reinhold, 1934
- Otto Maria Fidelis: Österreichs europäische Sendung : Ein außenpolitischer Überblick. Wien : Reinhold, 1935
- Dr. Leopold Wiesinger [Pseud.]: Van Habsburg tot Hitler. [Übers. unbekannt.] Antwerpen/Bilthoven [NL]: Orbis/Gemeenschap, 1938
- A cinza do purgatório : ensaios. Rio de Janeiro: Casa do Estudante do Brasil, 1942
- Origens e Fins. Rio de Janeiro: Casa do Estudante do Brasil, 1943
- Pequena Bibliografia Crítica da Literatura Brasileira. Rio de Janeiro: Ministério da Educação e Saúde, 1949
- Respostas e Perguntas. Rio de Janeiro: Ministério da Educaçao e Saúde, Serviço de Documentaçao, 1953
- Retratos e Leituras. Rio de Janeiro: Edição da „Organização Simões“, 1953
- Presenças. Ministério da Educação e Cultura, Instituto Nacional do Livro, 1958
- Uma Nova História da Música. Zahar, 1958
- História da Literatura Ocidental (8 Vol.). Rio de Janeiro: Edições O Cruzeiro, 1959–66
- Livros na Mesa, Estudos de Crítica. Rio de Janeiro: Livraria São José, 1960
- Novelas Alemãs. São Paulo: Editora Cultrix, 1963
- A Literatura Alemã. São Paulo: Editora Cultrix, 1964
- Pequeña bibliografia crítica da literatura brasileira. 3. Auflage. Rio de Janeiro : Ed. letras e artes, 1964
- A Batalha da América Latina.  Rio de Janeiro: Editôra Civilização Brasileira, 1965
- O Brasil no Espelho do Mundo. Rio de Janeiro: Editôra Civilização Brasileira, 1965
- As Revoltas Modernistas na Literatura. Rio de Janeiro: Ed. de Ouro, 1968
- Tendências Contemporâneas na Literatura. Um Esbôço. Rio de Janeiro, Ed. de Ouro, 1968
- Vinte e Cinco Anos de Literatura. Rio de Janeiro: Editôra Civilização Brasileira, 1968
- Hemingway: Tempo, Vida e Obra. Bruguera, 1971
- Reflexões e Realidade. Rio de Janeiro: Fontana, 1976
- Alceu Amoroso Lima. Paz e Terra, 1978
- Sobre Letras e Artes. São Paulo: Nova Alexandria, 1992
- Ensaios Reunidos, 1942–1978 (Vol. 1). Rio de Janeiro: UniverCidade Editora, 1999
- Ensaios Reunidos, 1946–1971 (Vol. 2). Rio de Janeiro: UniverCidade Editora, 2005
- Caminhos para Roma: Aventura, Queda e Vitória do Espírito. São Paulo: Vide Editorial, 2014